# Obóz w Al-Haul
Obóz dla uchodźców w Al-Haul (arab. ‏مخيم الهول للاجئين‎, trb. muchajjam al-haul al-ladżijjn, kurd. Kempa holê) – obóz dla uchodźców położony na południowych obrzeżach miasta Al-Haul w północnej Syrii, w pobliżu granicy syryjsko-irackiej. Przebywają w nim osoby przesiedlone z Państwa Islamskiego.  
Obóz nominalnie jest kontrolowany przez wspierane przez Stany Zjednoczone Syryjskie Siły Demokratyczne (SDF), ale według rządu USA większą część obozu zarządza Państwo Islamskie, które wykorzystuje obóz do celów indoktrynacji i rekrutacji.
W lutym 2021 r. populacja obozu wynosiła ponad 60 000 osób, co stanowi wzrost z 10 000 na początku 2019 r., po tym jak SDF zajęło ostatnie terytorium Państwa Islamskiego w Syrii w bitwie pod Al-Baghuz Faukani.
W połowie 2023 r. populacja obozu spadła poniżej 50 000 osób ze względu na dokonane repatriacje do krajów pochodzenia oraz masowe zwolnienia obywateli syryjskich.

## Tło
Obóz został pierwotnie założony dla irackich uchodźców na początku 1991 roku, podczas I wojny w Zatoce Perskiej, a później został ponownie zagospodarowany po inwazji na Irak w 2003 roku.

## Działania IS w obozie
Obóz jest strzeżony przez 400 bojowników SDF, co jest liczbą niewystarczającą do realnej kontroli nad życiem obozowym i uniemożliwieniem indoktrynacji IS wewnątrz obozu.
Wiele zgromadzonych w nim kobiet otwarcie modli się o powrót kalifatu, usprawiedliwia ludobójstwo Jazydów i branie jazydzkich kobiet do niewoli seksualnej. 

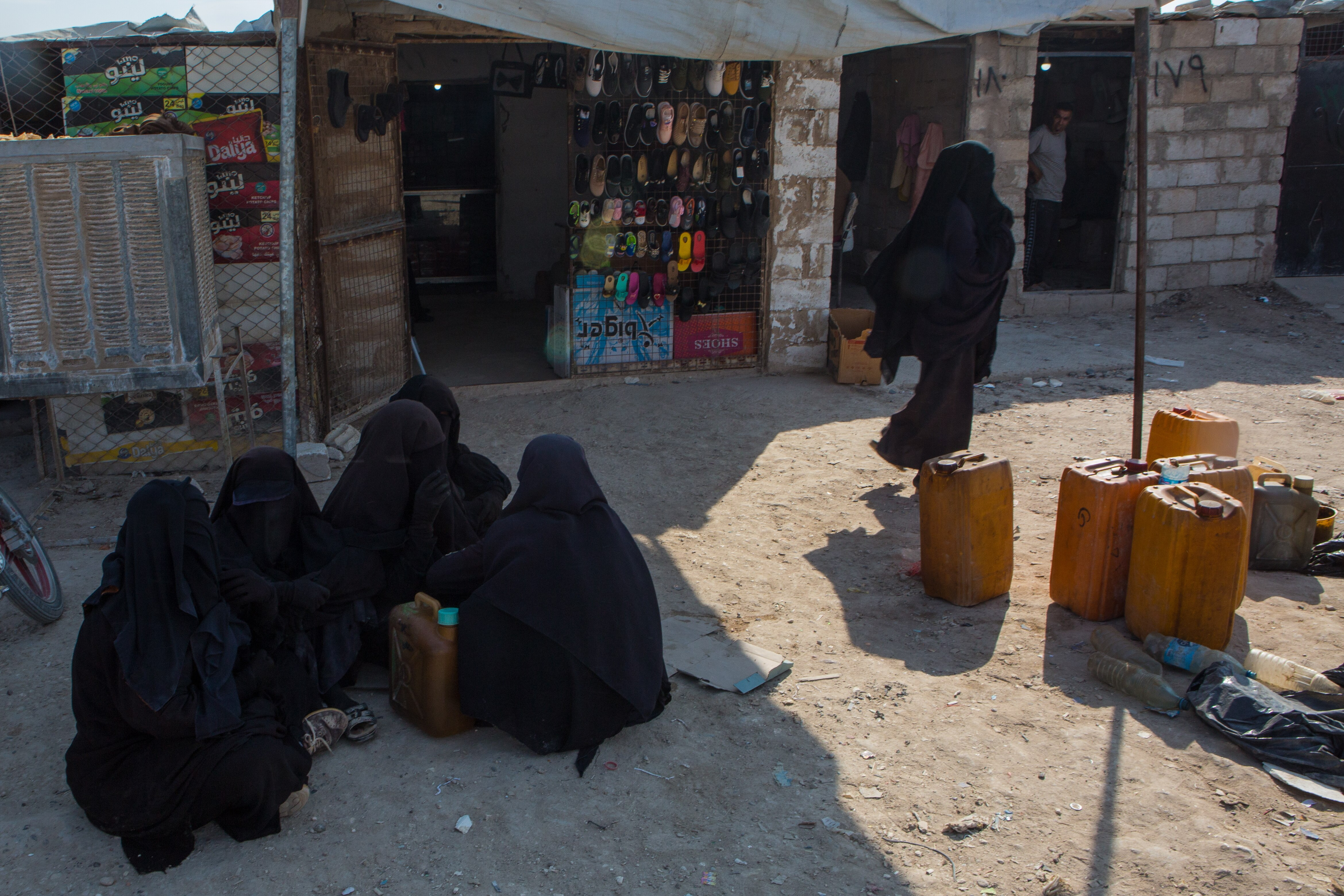
Uchodźczynie w obozie, 16 października 2019 r.

Raport opublikowany w The Washington Post z września 2019 r. opisuje wzmożoną radykalizację w obozie, gdzie warunki są fatalne, bezpieczeństwo słabe, a ludzie, którzy nie podzielają ideologii ISIS, żyją w strachu. 

## Działania repatriacyjne
Repatriacja jest trudna ze względu na niechęć krajów zachodnich do ponownego przyjmowania ludzi, których uważają za zradykalizowanych i będących zagrożeniem dla ich bezpieczeństwa krajowego. 
We wrześniu 2020 r. poinformowano, że władze kurdyjskie przeniosły 50 obywateli Australii z obozu Al-Haul do mniejszego obozu Roj, gdzie, jak twierdzono, położono większy nacisk na reedukację i rehabilitację. Rząd Australii nie wykazał dalszej woli politycznej, aby repatriować swoich obywateli z Syrii, obawiając się sprowadzenia do kraju osób zradykalizowanych. 
Finlandia poinformowała w 2023 r., że nie jest w stanie repatriować dzieci, których rodzice są Finami, głównie z powodu braku chęci współpracy ze strony ich matek.